# Carol Lynn Baily
Carol Lynn Baily (née le 22 octobre 1950) est une joueuse de tennis américaine, professionnelle sur le circuit WTA de la fin des années 1970 à 1985.
Elle a gagné un titre WTA en double pendant sa carrière.

## Palmarès

### Titre en simple dames
Aucun

### Finale en simple dames
Aucune

### Titre en double dames
| No | Date       | Nom et lieu du tournoi                     | Catégorie | Dotation | Surface         | Partenaire      | Finalistes                   | Score    |          |
| -- | ---------- | ------------------------------------------ | --------- | -------- | --------------- | --------------- | ---------------------------- | -------- | -------- |
| 1  | 11/01/1982 | Avon Futures of Hampton Roads Newport News | Futures   | 40 000 $ | Moquette (int.) | Marcella Mesker | Lucia Romanov Corinne Vanier | 6-2, 6-1 | Parcours |

### Finale en double dames
Aucune

## Parcours en Grand Chelem

### En simple dames
| Année | Open d'Australie (janvier) | Open d'Australie (janvier) | Internationaux de France | Internationaux de France | Wimbledon | Wimbledon | US Open         | US Open        | Open d'Australie (décembre) | Open d'Australie (décembre) |
| ----- | -------------------------- | -------------------------- | ------------------------ | ------------------------ | --------- | --------- | --------------- | -------------- | --------------------------- | --------------------------- |
| 1977  | -                          | -                          | -                        | -                        | -         | -         | 1er tour (1/64) | Janet Newberry | -                           | -                           |
| 1981  | n/a                        | n/a                        | -                        | -                        | -         | -         | 1er tour (1/64) | Betsy Nagelsen | -                           | -                           |

À droite du résultat, l’ultime adversaire.

### En double dames
| Année | Open d'Australie (janvier) | Open d'Australie (janvier) | Internationaux de France | Internationaux de France | Wimbledon | Wimbledon | US Open                      | US Open                   | Open d'Australie (décembre) | Open d'Australie (décembre) |
| ----- | -------------------------- | -------------------------- | ------------------------ | ------------------------ | --------- | --------- | ---------------------------- | ------------------------- | --------------------------- | --------------------------- |
| 1977  | -                          | -                          | -                        | -                        | -         | -         | 1er tour (1/32) Peggy Michel | L. Beaven K. Harter       | -                           | -                           |
| 1981  | n/a                        | n/a                        | -                        | -                        | -         | -         | 1er tour (1/32) Carol Watson | Mima Jaušovec R. Tomanová | 1er tour (1/16) N. Gregory  | B. Potter Sharon Walsh      |

Sous le résultat, la partenaire ; à droite, l’ultime équipe adverse.

### En double mixte
| Année | Open d'Australie (janvier) | Open d'Australie (janvier) | Internationaux de France | Internationaux de France | Wimbledon | Wimbledon | US Open                  | US Open                     | Open d'Australie (décembre) | Open d'Australie (décembre) |
| 1977  | n/a                        | n/a                        | -                        | -                        | -         | -         | 1er tour (1/16) A. Neely | P. Teeguarden R. Carmichael | n/a                         | n/a                         |

Sous le résultat, le partenaire ; à droite, l’ultime équipe adverse.